# Боришанский, Давид
Давид Боришанский (псевд. Абрам, Подновский, 1873, Белосток, Гродненская губерния — не ранее 1905) — рабочий из Белостока, в дальнейшем участник революционного движения в Российской империи начала XX века, террорист, член Боевой организации эсеров, один из участников убийства министра внутренних дел Вячеслава Константиновича Плеве.
Был руководителем Киевского отдела Боевой организации, готовил покушение на генерал-губернатора Николая Васильевича Клейгельса, закончившееся неудачей. Подчинялся оперативно провокатору Евно Фишелевичу Азефу, которому докладывал, что с самого начала его группу в Киеве преследовали неприятности.
При попытке покушения на Плеве 18 марта 1904 года действовал неинициативно: не бросил бомбу, хотя находился в отличной для этого позиции. Арестован в марте 1905 года, в ноябре приговорён петербургским военно-окружным судом к 7 годам каторжных работ по обвинению в подготовке покушения на петербургского генерал-губернатора Дмитрия Фёдоровича Трепова. Однако сведения об отбытии срока отсутствуют. Дальнейшая судьба неизвестна.